# Ismael Urdaneta
Ismael Emilio Urdaneta Paz (Moporo, La Ceiba, Estado Trujillo, 4 de marzo de 1885 - Maracaibo, Estado Zulia, 29 de septiembre de 1928) fue un poeta y militar venezolano.

## Biografía
Hijo de Arístides Urdaneta Leal y de Altagracia Paz,  fundó en 1908 la revista Élitro y publicó su primer poemario, Corazón romántico. En 1909 se trasladó a Caracas donde comenzó estudios de derecho en la Universidad Central de Venezuela.
En 1910 inició un largo periplo por Barbados, Brasil, Argentina y Uruguay. A fines de 1912 llegó a Europa como corresponsal periodístico del diario Plata de Montevideo. En 1913 inició en París una amistad con el diplomático Caracciolo Parra Pérez.
En abril de 1914, se alistó en la Legión Extranjera Francesa para combatir en la Primera Guerra Mundial, y fue destinado al Primer Regimiento acantonado en Bel-Abbés y luego a la península de Galípoli, Turquía. También combate en Alejandría (Egipto), Serbia y Ucrania, con el Cuerpo Expedicionario de Oriente en los frentes rusos. En esos cinco años, toca a fondo el horror de la guerra y es herido en dos oportunidades. En 1915, una bala le destrozó el oído izquierdo en la Batalla de los Dardanelos y en 1916, durante la Batalla de Verdún, le amputaron parte del pie izquierdo por gangrena, debido a los muchos días que llevaba en las trincheras. Por sus acciones militares recibió las siguientes condecoraciones de honor: la Medalla Interaliada, Medalla de Verdún, Distintivo de Herida y el Cordón de Honor al Mérito de la Legión Extranjera. Al final de la Primera Guerra Mundial se encontraba en la Argelia francesa.
El 17 de agosto de 1921 regresó a Venezuela y se trasladó a Maracaibo, donde el 29 de septiembre de 1928 se suicidó en su residencia.

## Obras
- Corazón Romántico (1908)
- Laureles y Rosas: El 17 de enero de 1908 en la Fortaleza de San Carlos (1908)
- Siembra y Vendimia (1911)
- Una noche en Odessa (1922)
- Cantos de Gloria y de Martirio (1927)